# Totschweigen
Totschweigen ist ein Dokumentarfilm der österreichischen Filmemacher Margareta Heinrich und Eduard Erne aus dem Jahre 1994. Thema des Films ist das Massaker von Rechnitz.

## Inhalt
Der Film versucht mit Hilfe von Interviews den ungeklärten Umständen des Massakers von Rechnitz im Jahr 1945 näher zu kommen. Er zeigt die vergebliche Suche nach dem Massengrab von ca. 200 ungarischen Juden, die sich damals auf dem Schlossgelände aufhielten.
In der Nacht eines Fests, das im März 1945 kurz vor dem Einmarsch der Roten Armee im Schloss ausgerichtet wurde und an dem die örtliche Parteiprominenz, SS-Männer und Führer der Hitlerjugend teilnahmen, nahmen nach Zeugenaussagen Gäste der Schlossherrin, Gräfin Margit von Batthyány, an dem Massaker teil. Die Recherchen im Zusammenhang mit dem Filmprojekt
brachten keine neue Erkenntnisse über die damaligen Geschehnisse ans Tageslicht.

## Auszeichnungen
- Prix Futura Berlin (1995)

## Rezeption
Elfriede Jelinek nahm in ihrem Stück „Rechnitz (der Würgeengel)“ Bezug auf den Film.
Der Film wurde 2019 im Rahmen der Edition österreichischer Film von Hoanzl und dem Standard auf DVD veröffentlicht.
Eva Menasse baute Sätze aus dem Film in ihren Roman Dunkelblum (2021) ein.